# Сибирские тюркские языки
Сибирские тюркские языки — необщепринятое название для гипотетической группы, объединяющей ряд восточных тюркских народов.
Следует помнить, что до прихода тюркских народов в Сибирь (это случилось около 2000 лет назад), ранее здесь доминировали финно-угорские народы, чьи говоры также являются языками народов Сибири, сибирскими языками.

## Состав
Основные теории по сибирским тюркским языкам были разработаны основательно в середине XX века.
В 2000-х гг. О. А. Мудрак, считая, что внутри сибирских ближе между собой якутские и саянские (тувино-тофаларские) и хакасские и горно-алтайские языки, вносит классификацию сибирских языков (кроме рунических надписей, отнесённых им к древнейшим карлукским) в следующем составе:
- якутские (собственно якутский, долганский);
- саянские (тобаские);
- хакасские;
- горно-алтайские (центрально-восточные) (в том числе киргизский);
- языки рунических надписей (орхоно-енисейский, орхоно-уйгурский, древнекиргизский).

В более ранних вариантах этой классификации «сибирские» тюркские народы у него фигурируют под названием восточнотюркских (восточнохуннских).
Известный томский исследователь сибирских народов и их языков Дульзон А. П. (XX век), к сибирским языкам Западной Сибири, в том числе относит следующие (см., например, его Карту расселения тюрков в XVII веке в научной работе «Чулымские татары и их язык»):
- сибирские татары (барабинцы, эуштинцы, чаты, калмаки);
- теленгеты;
- чулымцы;
- кеты;
- енисейские киргизы;
- южносибирские и алтайские киргизы;
- шорцы;
- кызылы;
- арины;
- ассаны;
- калмыки (на Енисее этих кочевников называли чёрные калмыки, отличая этот калмыкский народ от других народов калмыков);

и др.
Горные районы Алтая населяли народы, которые в исторических источниках ок. XVII века указываются как джунгары (подданные Китайской империи, часто совершавшие дальние рейды-налёты на Сибирь с целью ясака своему государству), а также местные алтайские — ойраты и белые калмыки. Современные исследователи указывают, что задолго до XVII века (время прямых стычек отрядов Сибирского русского войска с ними) джунгары и ойраты относились к монгольским народам, однако ассимилировались в тюркоязычные народы.